# ナディーヌ・トランティニャン
ナディーヌ・トランティニャン（Nadine Trintignant、1934年11月11日 - ）は、フランスの映画監督。俳優のジャン＝ルイ・トランティニャンの元妻である。

## 人物
スペイン人の父親とアラブ人の母親の間で生まれたフランスの女流監督の一人で、ゴダール等の映画の編集スタッフを得て、1960年代に監督デビューする。映画・テレビシリーズを中心に撮っているが、日本に入ってくる作品はわずかである。
俳優のクリスチャン・マルカンとセルジュ・マルカンは兄である。
ジャン＝ルイ・トランティニャンとの間に生まれた娘マリー・トランティニャンは女優となったが、2003年にリトアニアで当時の恋人に殴られて転倒したことが原因で亡くなる。マリーの息子ロマン・コリンカとジュール・ベンシェトリは俳優。
また遡る事1970年に、次女のポーリーヌが生まれて間もなく亡くなり、その時の悲痛な体験が『哀しみの終るとき』という作品を撮るきっかけになった。
1970年代の前半にジャン＝ルイと離婚し、その後アラン・コルノーと再婚したが別れている。

## フィルモグラフィ
- 恋びと Mon amour, mon amour(1968)
- Le Voleur de crimes (1969)
- 哀しみの終るとき Ça n'arrive qu'aux autres (1971)
- Défense de savoir (1973)
- Le Voyage de noces (1975)
- Premier voyage (1980)
- L'Été prochain (1985)
- La Maison de Jade (1988)
- Contre l'oubli (1991)
- Lumière et Compagnie (1995)
- Fugueuses (1995)

## 著書
- 兄とアルツハイマー病（訳･佐藤潔、晶文社）